# Jerzy Cywoniuk
Jerzy Cywoniuk (ur. ok. 1938, zm. po 2007) – polski działacz państwowy i prawnik, w latach 1981–1984 przewodniczący prezydium Wojewódzkiej Rady Narodowej w Białej Podlaskiej, w latach 1984–1990 wicewojewoda bialskopodlaski.

## Życiorys
Z wykształcenia prawnik, absolwent Uniwersytetu Marii Curie-Skłodowskiej. W okresie studiów przewodniczył Radzie Uczelnianej i Komisji Kultury Rady Okręgowej Zrzeszenia Studentów Polskich. Przez wiele lat zajmował stanowiska dyrektora Wojewódzkiego Domu Kultury w Lublinie oraz dyrektora Wydziału Kultury i Sztuki Wojewódzkiej Rady Narodowej tamże. Wchodził w skład rady naukowo-technicznej zajmującej się renowacją Starego Miasta w Zamościu. Od 1 czerwca 1975 do 3 marca 1975 pozostawał wicewojewodą bialskopodlaskim, odpowiedzialnym za sprawy kultury, nauki i oświaty. Później kierował działem kulturalno-oświatowym RSW „Prasa-Książka-Ruch”. W III RP działał jako arbiter przy Urzędzie Zamówień Publicznych. Został sekretarzem redakcji branżowego czasopisma „Zamówienia Publiczne Doradca”, publikował artykuły dotyczące prawa zamówień publicznych. Zmarł po dłuższej chorobie.